# José María Morelos y Pavón (Empalme)
José María Morelos y Pavón, o también llamado La Atravezada, es un pueblo del municipio de Empalme ubicado en el sur del estado mexicano de Sonora. El pueblo es la segunda localidad más poblada del municipio, sólo después de la cabecera municipal, la ciudad de Empalme. Según los datos del Censo de Población y Vivienda realizado en 2020 por el Instituto Nacional de Estadística y Geografía (INEGI), José María Morelos y Pavón (La Atravezada) tiene un total de 2342 habitantes. Se encuentra en la carretera estatal 85, en el tramo Mi Patria es Primero–Santa María de Guaymas.

## Geografía
José María Morelos y Pavón se sitúa en las coordenadas geográficas 28°05'48" de latitud norte y 110°41'29" de longitud oeste del meridiano de Greenwich, a una elevación de 50 metros sobre el nivel del mar, cerca del pueblo fluye el río Mátape.